# Michał Skowronek
Michał Skowronek (* 27. September 1949) ist ein ehemaliger polnischer Mittelstreckenläufer.
Bei den Halleneuropameisterschaften 1971 in Sofia gewann er mit der polnischen Mannschaft Silber in der 4-mal-800-Meter-Staffel.
Jeweils Fünfter wurde er bei den Halleneuropameisterschaften 1974 in Göteborg über 800 Meter und 1975 in Kattowitz über 1500 Meter.
1974 wurde er polnischer Hallenmeister über 800 Meter, 1975 und 1977 über 1500 Meter.

## Persönliche Bestzeiten
- 800 m: 1:48,0 min, 8. Juli 1975, Prag
  - Halle: 1:50,56 min, 9. März 1974, Göteborg
- 1000 m: 2:18,6 min, 3. Juli 1975, Bydgoszcz
- 1500 m: 3:38,77 min, 12. Juli 1975, London
  - Halle: 3:46,3 min, 8. März 1975, Kattowitz